# Christine Marie Weber

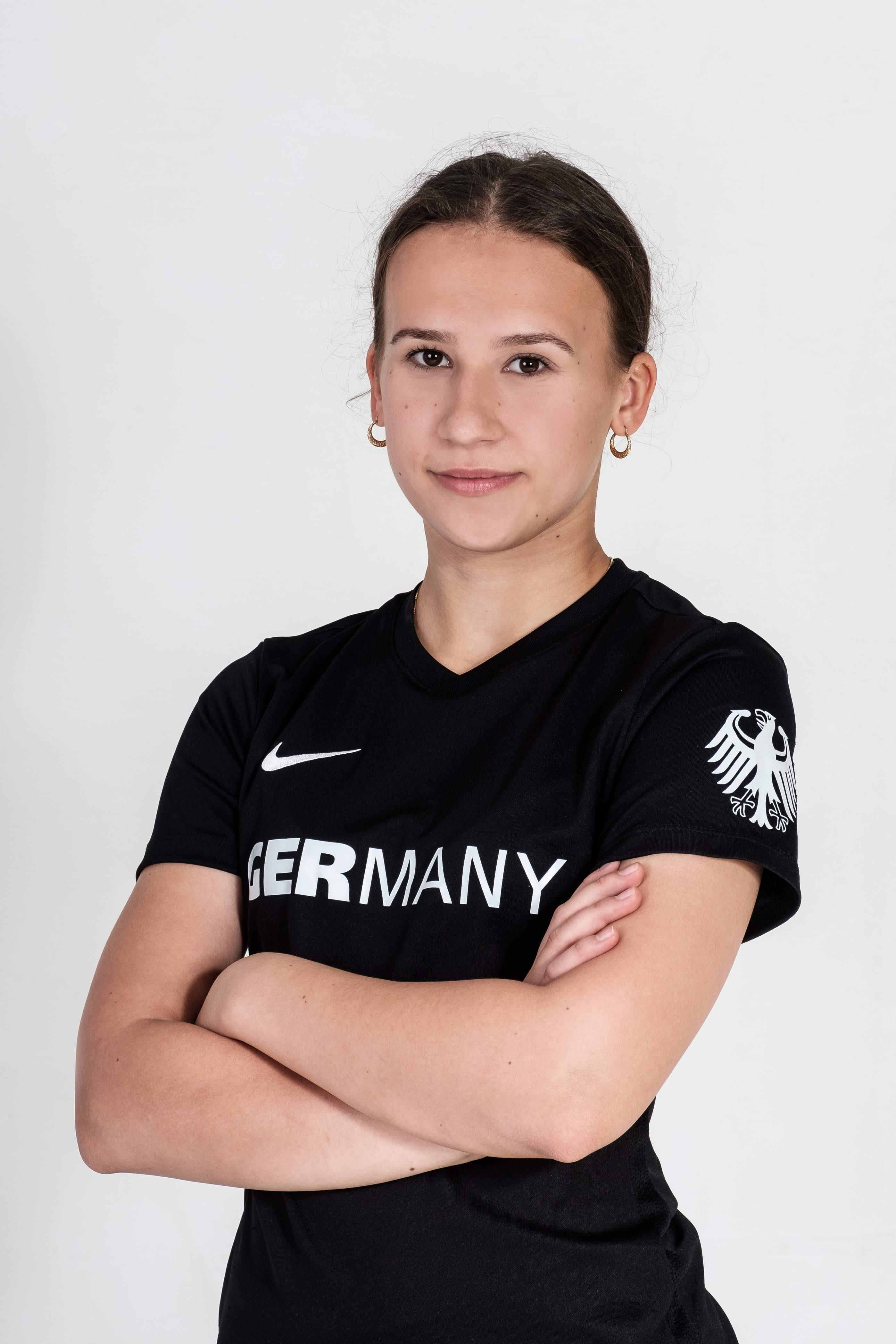
Weber im September 2020

Christine Marie Weber (* 20. Dezember 2003) ist mehrfache deutsche Mannschaftsmeisterin im Säbelfechten.

## Sportlicher Werdegang
Mit dem Fechtsport begann Weber 2011 in Nürnberg. Nach ersten Erfolgen besuchte sie dort ab 2014 die Bertolt-Brecht-Schule (Eliteschule des Sports). Seit 2016 trainiert sie beim Fecht-Club Würth Künzelsau. Seit 2024 ist sie zudem in der Spitzensportförderung der Landespolizei Baden-Württemberg.

### Erfolge
Christine Marie Weber belegte bei der Deutschen Meisterschaft in den Jahren 2022 (Berlin/Team) und 2024 (Künzelsau/Team) den ersten Platz. Auch auf internationaler Ebene erzielte sie beachtliche Erfolge, unter anderem den 3. Platz beim Coupe d'Europe 2024 in Heidenheim und zwei Podest-Platzierungen im Einzel beim Europacup-Turnier in Grünwald. In den Nachwuchsaltersklassen erzielte sie auf deutschen Meisterschaften zudem acht Medaillen, darunter vier Titel.
2025 war sie Teil des deutschen Aufgebots bei den FISU-University-Worldgames (Rhine-Ruhr 2025). Bei ihrem Debüt bei der zweitgrößten Multisport-Veranstaltung der Welt würde sie 48.